# ポップミュージック (KANの曲)
「ポップミュージック」は、2020年2月26日にアップフロントワークス（zetimaレーベル）からリリースされたKANの35作目のシングル。

## 概要
CD+DVDの2枚組、1形態での発売。前作「桜ナイトフィーバー」以来約5年ぶりとなるシングル。
KANは2023年11月に死去したため、本作が生前最後のフィジカル・シングルとなった。

## 収録曲

### CD
- 全作詞・作曲・編曲：KAN

1. ポップミュージック [4:53]
2. KANのChristmas Song（弦楽四重奏とともに） [2:12]
3. ポップミュージック （カラオケ） [4:53]
4. KANのChristmas Song（弦楽四重奏とともに）（四重奏カラオケ） [2:12]

### DVD
1. ポップミュージック（ダンシング・ミュージック・ビデオ） [5:05]

## カバー
ポップミュージック
- Juice=Juice（2020年、シングル「ポップミュージック/好きって言ってよ」収録[3]）